# Théâtre du Palais-Royal (rue Saint-Honoré)
Divadlo Palais-Royal v ulici Saint-Honoré (franc. Théâtre du Palais-Royal rue Saint-Honoré) bylo pařížské divadlo, které bylo součást Palais Royal (česky Královský palác) a nacházelo se v jeho východním křídle. Bylo otevřeno 14. ledna 1641 při představení hry Mirame od Jeana Desmarta. Následně bylo v letech 1660–1673 používáno Troupe de Molière (Molièrovou skupinou) a současně jako opera členy Académie royale de musique v letech 1673–1763, kdy bylo divadlo zničeno požárem. Bylo obnoveno, a znovu otevřeno v roce 1770, avšak v roce 1781 shořelo znovu a již nikdy nebylo opět postaveno. Na jeho místě se dnes nachází Théâtre du Palais-Royal vystavěné v letech 1786–1790.

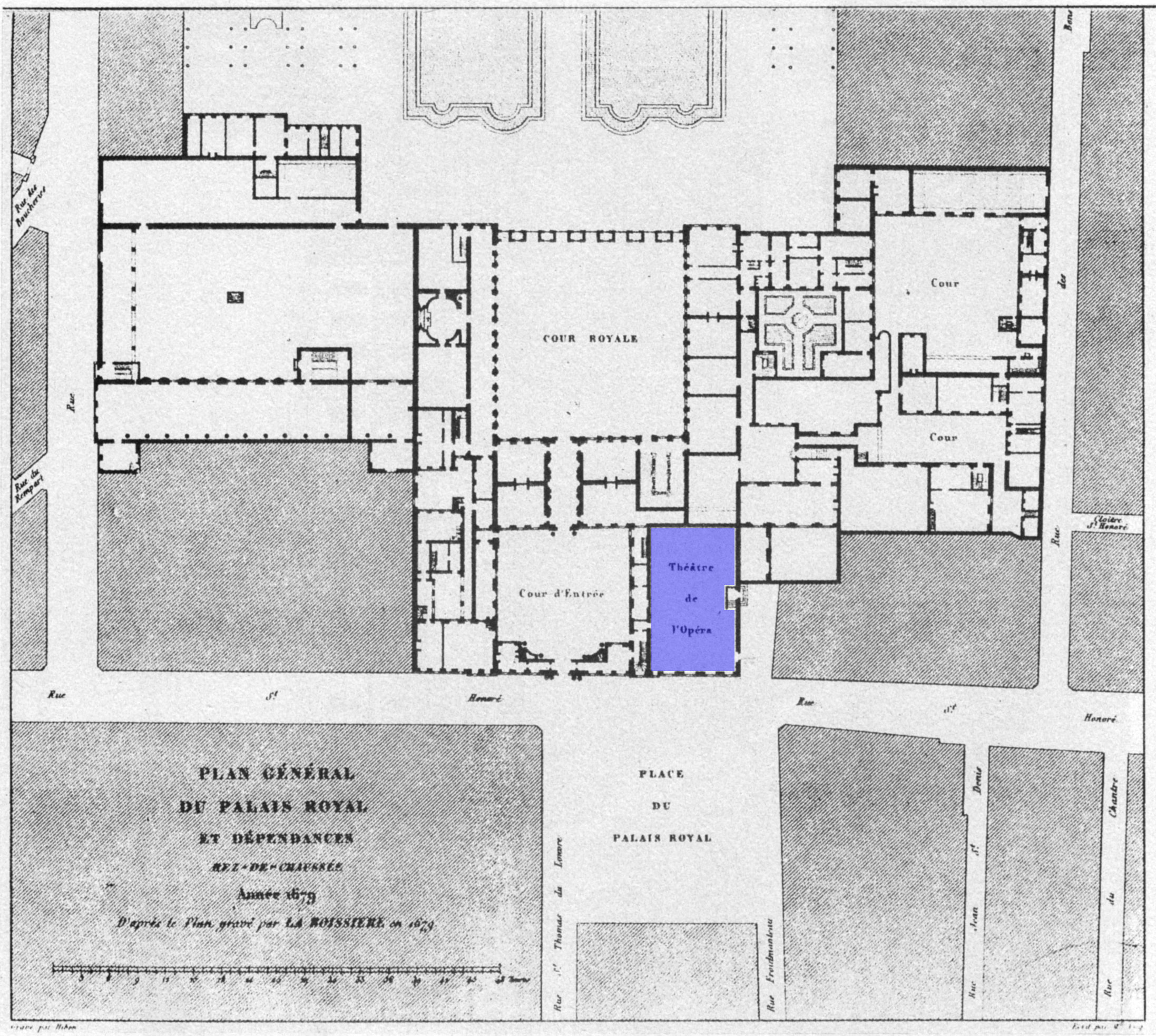
Plán Palais-Royal z roku 1679, divadlo je vyznačeno modře

## Historie
Palais-Royal se jmenoval původně Palais-Cardinal. Byl postaven pro francouzského kardinála Richelieua architektem Jacquesem Lemercierem. Poté, co kardinál v roce 1642 zemřel, připadl palác králi Ludvíkovi XIII. Ten jej přejmenoval na Palais-Royal, ale původní název se v neformálním hovoru stále používal.

### Molière
V tomto divadle uvedl Molière mnoho svých velkých děl (některá ve spolupráci s J. B. Lullym).
- Tartuffe (12. května 1664)
- Lakomec (9. září 1668)
- Měšťák šlechticem (23. září 1670)
- Zdravý nemocný (10. února 1673)

### Lully

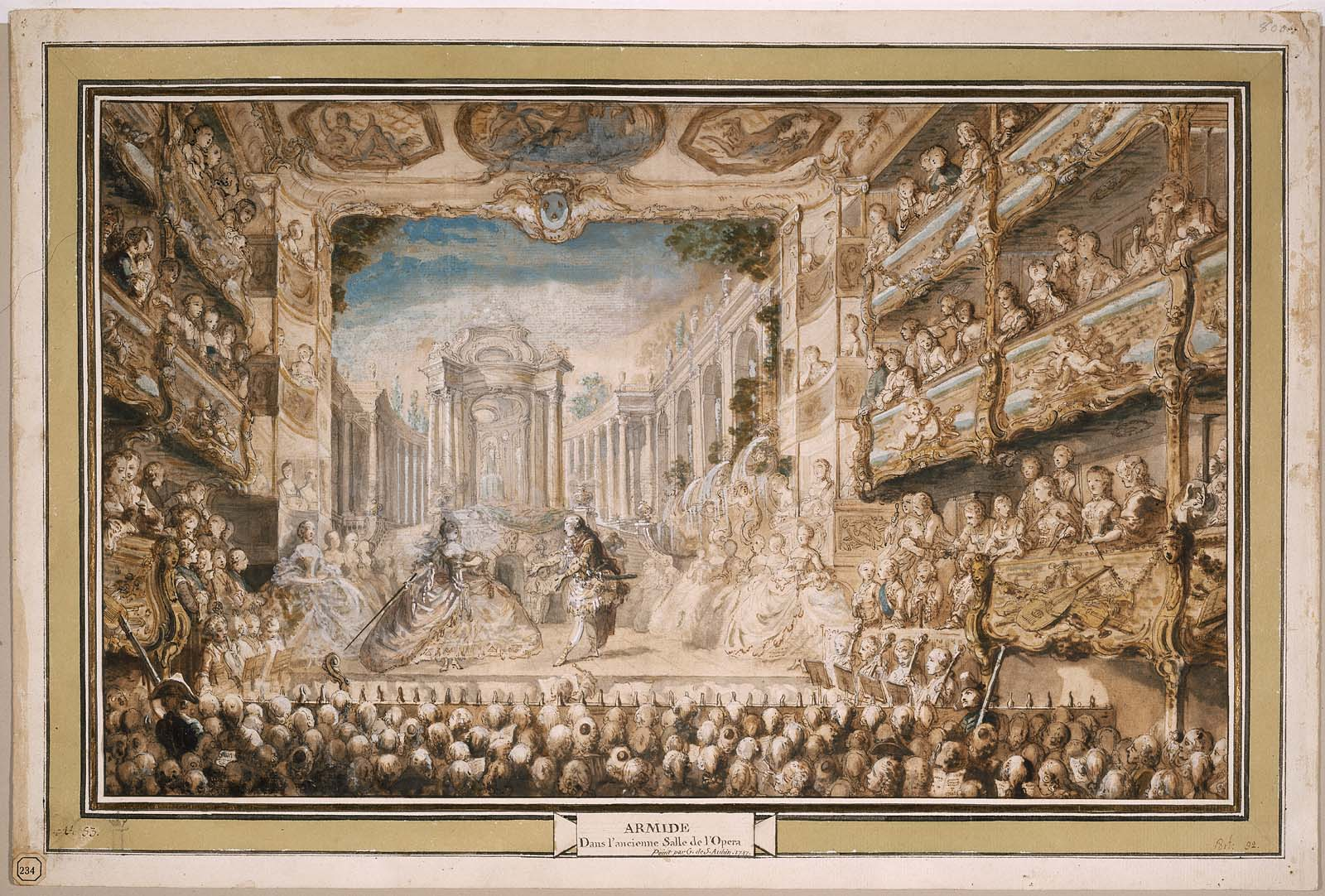
Scéna z Lullyho Armidy (malba od Gabriela de Saint-Aubina)

Po smrti Molièra vytlačil Jean-Baptiste Lully jeho skupinu do Hôtel de Guénégaud a uvedl v Théâtre du Palais-Royal několik svých oper (další opery pak byly většinou uvedeny na zámku de Saint-Germain-en-Laye, či přímo ve Versailles). Po úpravách mělo v té době divadlo kapacitu 1 270 míst.
- Alceste (19. ledna 1674)
- Bellérophon (31. ledna 1679)
- Amadis (18. ledna 1684)
- Armide (15. února 1686)

### Rameau
V divadle byla také v první polovině 18. století uváděna díla Jeana-Philippa Rameaua – např. Les Indes galantes (23. srpna 1735), Zoroastre (20. ledna 1770) – a dalších autorů.

### Požár a výstavba nového divadla
Původní divadlo shořelo 6. dubna 1763. Do roku 1770 probíhaly rekonstrukce, divadlo pak bylo znovu otevřeno. Architektem byl Pierre-Louis Moreau-Desproux a navrhl novou budovu tak, aby pojmula až 2 000 diváků. První operou v nové budově byl Rameuaův Zoroastre, hraný 20. ledna 1770. Divadlo však rekonstruované vydrželo pouze 11 let. 8. června 1781 opět vyhořelo.

## Galerie

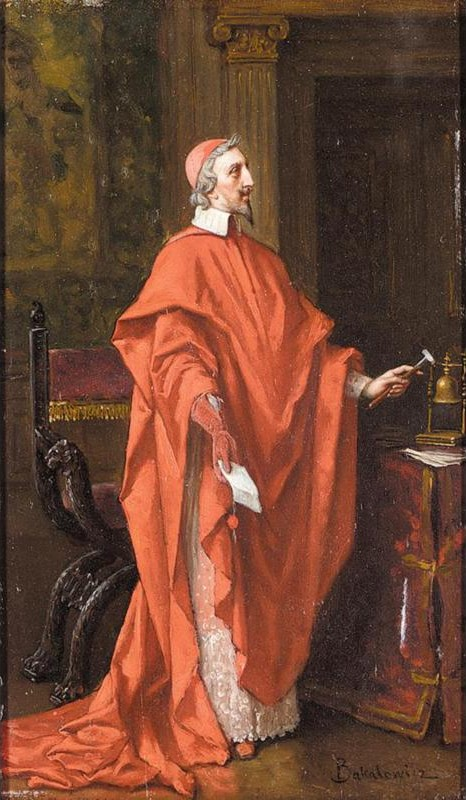
Jeho Eminence, Armand-Jean du Plessis de Richelieu, původní majitel Palais-Cardinal
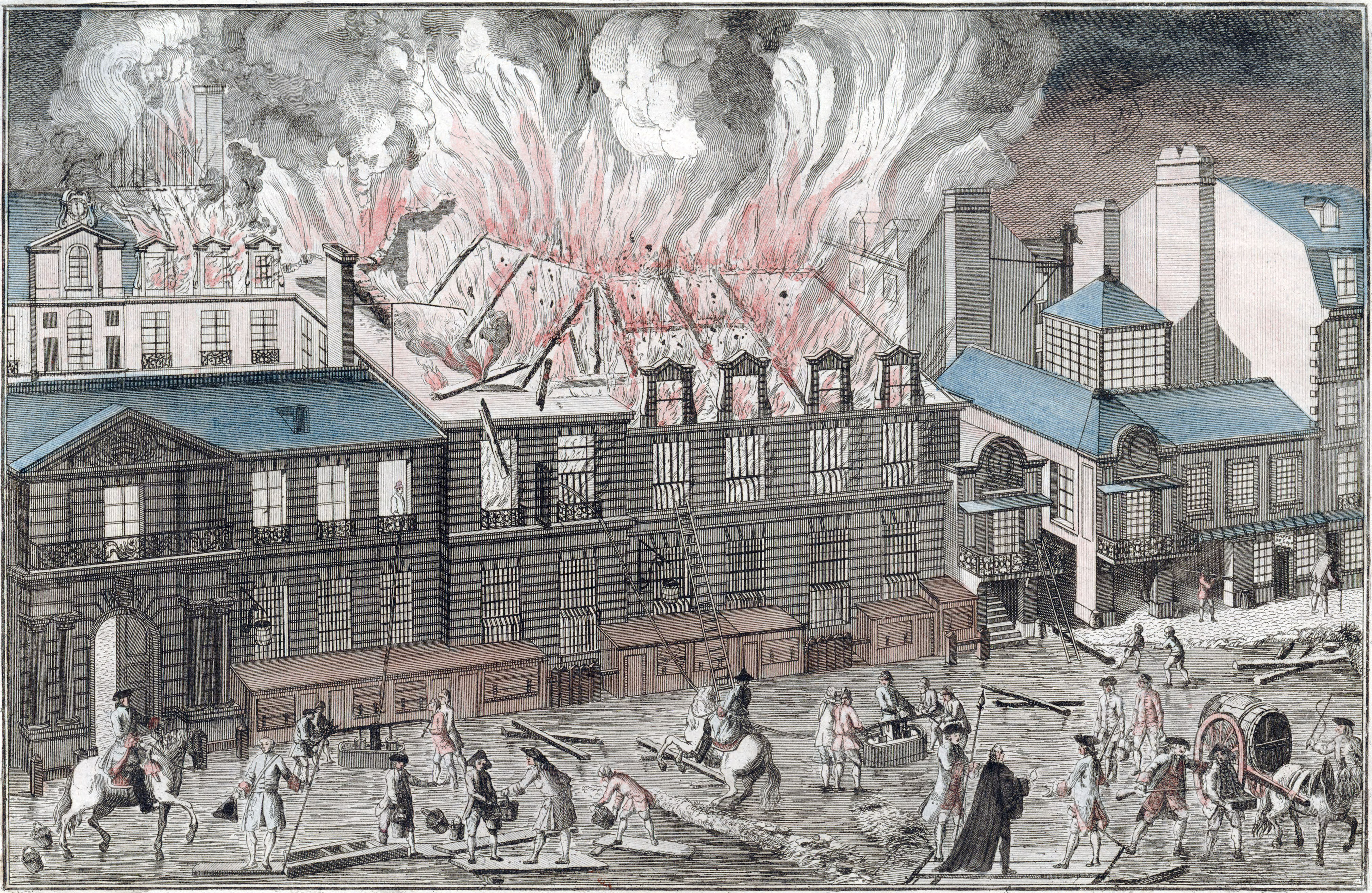
Požár divadla 6. dubna 1763
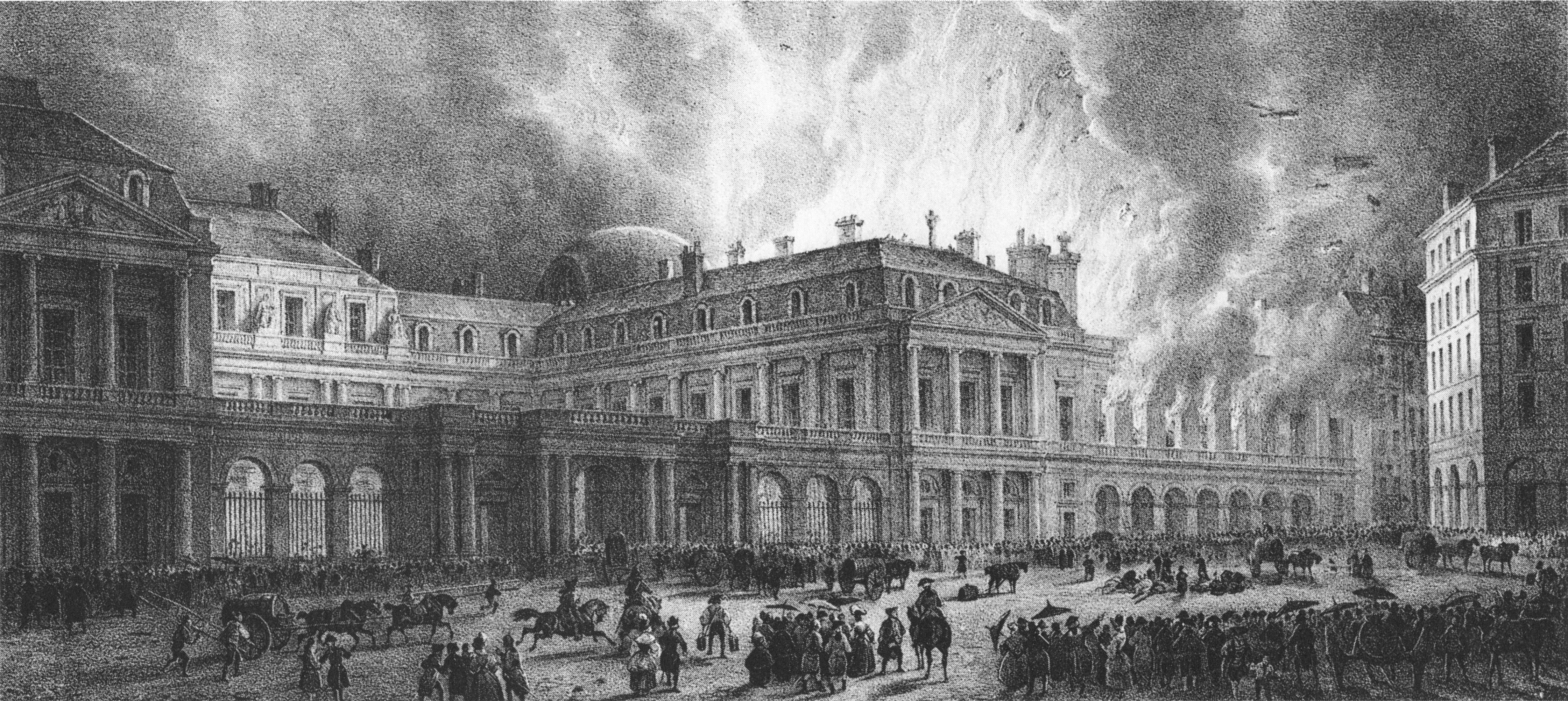
Druhý požár divadla 8. června 1781
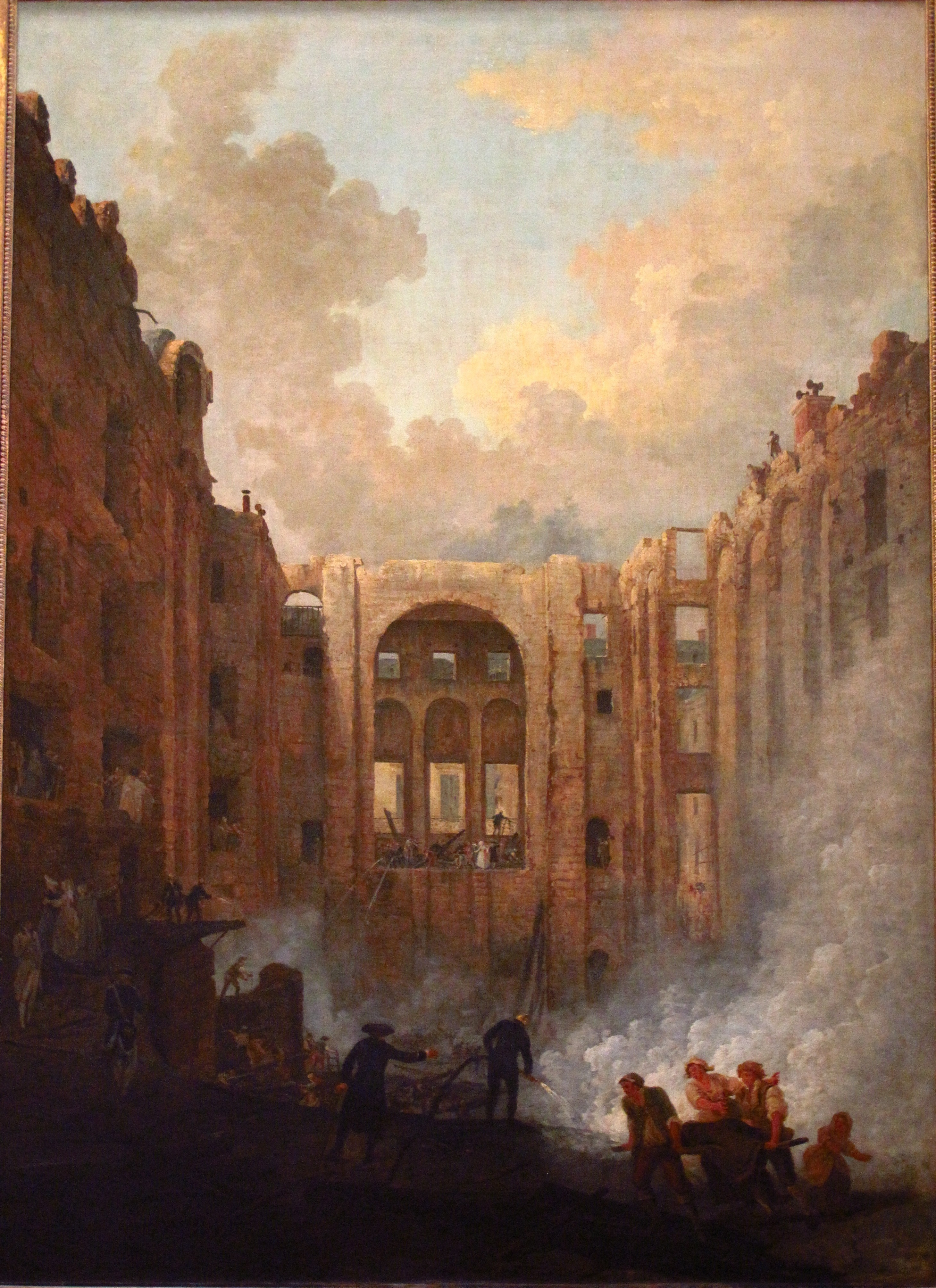
Divadlo den poté, 9. června 1781
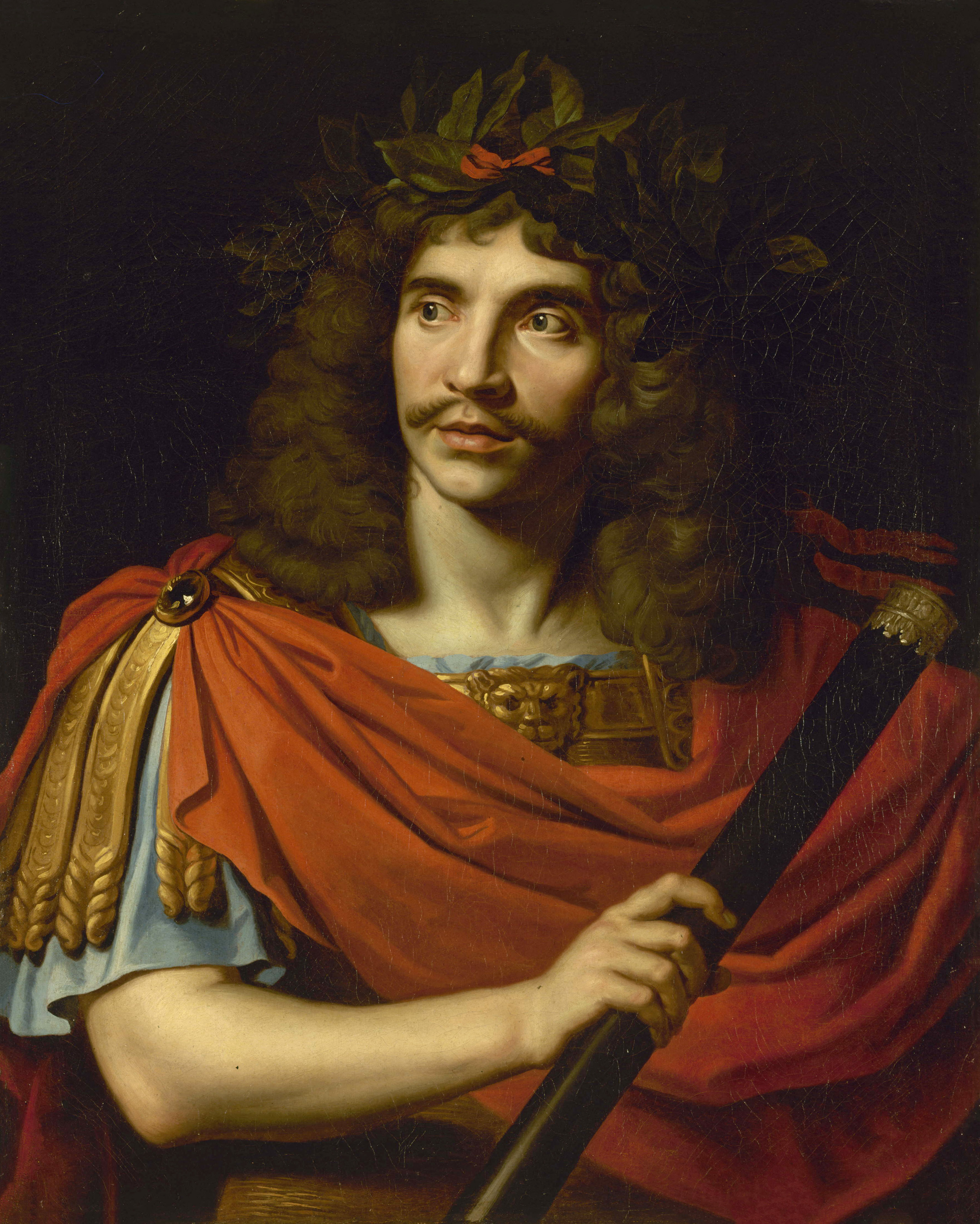
Molière, jehož společnost používala divadlo v letech 1660-1673
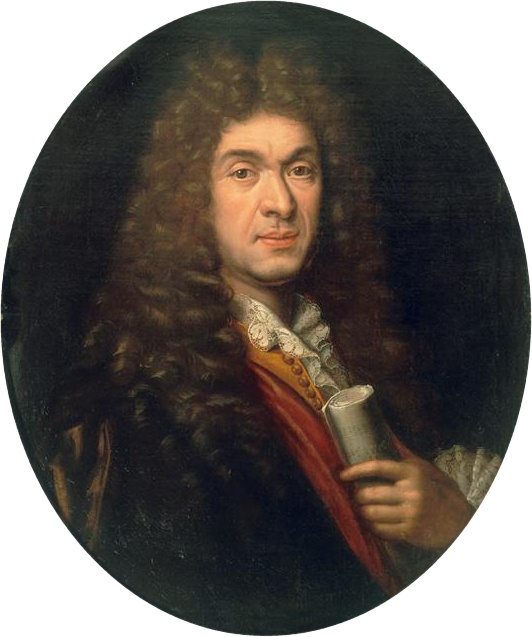
Jean-Baptiste Lully, který v divadle uvedl několik svých oper
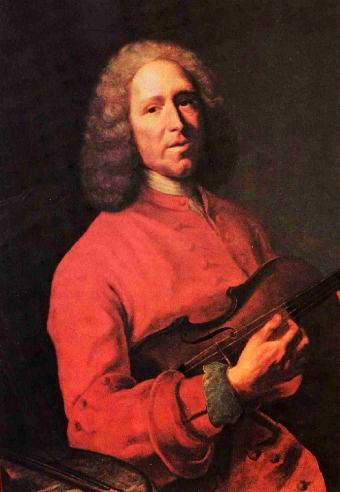
Jean-Philippe Rameau, který stejně jako Lully uvedl několik svých oper (v první polovině 18. století)